# تقي أباد (غرغان)
تقي أباد (بالفارسية: تقی‌آباد) هي قرية تقع في غلستان في إيران. يقدر عدد سكانها بـ 1,912 نسمة .